# Гучко Стефан Ярославович
Стефа́н Яросла́вович Гу́чко (25 грудня 1989, Дрогобич, Львівська область, Україна — 28 березня 2024, неподалік с. Семенівка, Покровський район, Донецька область, Україна) — український військовик-доброволець, учасник російсько-української війни.

## Життєпис
Стефан Ярославович Гучко народився 25 грудня 1989 р. у м. Дрогобич, Львівської області у робітничій сім'ї Ярослава та Людвіги Гучко.
Навчався у Дрогобицькій школі №1 ім. Івана Франка, пізніше - у ВПУ №15 міста Дрогобич.
Був неодруженим. Проживав у мікрорайоні Гирівка міста Дрогобич.

### Російське вторгнення 2022 року
Після початку вторгнення РФ в Україну, з березня 2023 р. Гучко став добровольцем до складу Сил оборони України.
Воїн ніс службу, як стрілець 3 стрілецького відділення 3 стрілецького взводу 1 стрілецької роти в/ч А4821, згодом був старшим солдатом в/ч А4056.
Дрогобичанин пройшов гарячі точки фронту, отримав поранення під Бахмутом. Після операції та лікування, Стефан знову повернувся до лав захисників України.
З 28 березня 2024 року по 26 лютого 2025 року Стефан Гучко вважався безвісти зниклим. Пізніше вдалось підтвердити, що воїн загинув під час виконання бойового завдання в районі населеного пункту Семенівка, Покровського району, Донецької області.
За неофіційною інформацією, під час боїв за Семенівку, з кінця березня 2024 року до кінця квітня того ж року, зникло безвісти близько трьох сотень військових однієї з бригад ЗСУ. З них у полоні виявилося лише декілька.
За результатами проведених репатріаційних заходів, 14 лютого 2025 р. в Україну повернули тіла 757 полеглих українських захисників. Серед них був і Стефан.
Траурний конвой з тілом полеглого воїна прибув до Дрогобича 28 лютого. О 13 год. відбулась зустріч на перехресті Героїв. О 13:30 провели загальноміське прощання на площі Ринок. О 14 год. – чин похорону в Катедральному Соборі Пресвятої Трійці. Похоронений у рідному місті на Алеї Слави.